# امامزاده فرخنده خاتون
امامزاده فرخنده خاتون مربوط به دوره صفوی است ایشان خواهرخوانده امام رضا(ع) و خواهر امامزاده داوود(ع) هستند و در شهرستان شهریار، صباشهر محله ویره واقع شده و این اثر در تاریخ ۲ بهمن ۱۳۸۲ با شمارهٔ ثبت ۱۰۷۹۸ به‌عنوان یکی از آثار ملی ایران به ثبت رسیده است.